# ピース (マジシャン)
ピース (Piace)は、日本の奇術士・マジシャン・イリュージョニスト・ステージマジック。本名：内藤 淳也（ないとう じゅんや）。
若手マジシャン日本のマジック界において最高権威といわれているTHE JAPAN CUP 2021 20thにおいてその年最も活躍した若手マジシャンに贈られるRookie of the yearを受賞。

## 人物
千葉県市原市生まれ。
小さい頃からから明るく活発な性格で様々な事に取り組んでいた。
特にスポーツが得意で極真空手では県大会ベスト8、高校時代にはサッカー社会人市の一部リーグにクラブに所属。
現在でも趣味である魚釣りでは地元市原市で開催された大会で優勝をした経験があるという。
尚Piace(ピース)という名前の由来はPEACE(平和)とPIECE(かけら)を組み合わせたものであり、自身のエンタメを見た人の心の一部でも平和(幸福)になってもらえたらという想いが込められている。
※実際は後付けで本人がスペルを間違えただけという噂もある。
クロースアップマジックから数千人規模にも及ぶイリュージョンまで幅広く全てのジャンルのマジックに精通しているマジシャン。

## 来歴
本格的に手品を始めたのは高校生時代で、友人たちとテレビで放送されたマジック番組が話題となり、放課後に友人宅でお金を出し合ってトランプを購入して簡単な手品で遊び始めた事がきっかけ。
そこから女子にモテたい一心でマジックを覚え、今では近年様々なメディアにも取り上げられ、
若手マジシャン日本のマジック界において最高権威といわれているTHE JAPAN CUP 2021 20thにおいてその年最も活躍した若手マジシャンに贈られるRookie of the yearを受賞。
2022年にはモンゴルと日本外交関係樹立50周年記念行事である、ジャパンフェスティバルインモンゴリアにてウランバートルへ招待をされている。

## テレビ出演
- 水曜日のダウンタウン(TBS) 説教食らっている最中に後ろから笑かしてくる子供の頃のおふざけ大人になった今でも笑っちゃう説

- 水曜日のダウンタウン(TBS)マジシャンだったら隠し球で軒並みアウトに出来る説

- 見破れ!アクター＆リアクター(TBS)軽井沢ロケ

- 見破れ!アクター＆リアクター(TBS)熱海ロケ

- グッと!スポーツ(NHK)金メダリストとピースの動体視力バトル

- すイエんサー(NHK)友だちに自慢できちゃうぞ編

- すイエんサー(NHK)思わずやりたくなっちゃうお手伝い編

- ヒューマニエンス(NHK＋)マジックを使った心理実験

- 全力!脱力タイムズ(フジテレビ)成功者に聞く！白石麻衣とコラボマジック

- オバかわいい映像(フジテレビ)お笑い第７世代とピースのマジックバトル

- ギリギリのギリ(フジテレビ)密着ドキュメント番組

- かまいガチ(テレビ朝日)かまいたち濱家とのガチにらめっこコント

- 錯覚で知る人の心理(BS放送大学)人は何故騙されるのか研究番組

## 公演・受賞歴
- JAPAN FES IN MONGOLIA 2022 50th
- THE JAPAN CUP2021 Rookie of the year
- THE JAPAN CUP2020 Opening GUEST
- STAR OF TOMORROW SHOW2019
- PriAra Magic Awards2018年度 最優秀グランプリ 1/20位
- YOUNG MAGICIAN’S SESSION 2018
- KCMA韓国連盟(仁川にて日本人ゲスト出演)